# Ayyalur
Ayyalur è una suddivisione dell'India, classificata come town panchayat, di 14.362 abitanti, situata nel distretto di Dindigul, nello stato federato del Tamil Nadu. In base al numero di abitanti la città rientra nella classe IV (da 10.000 a 19.999 persone).

## Geografia fisica
La città è situata a 10° 29' 37 N e 78° 11' 02 E.

## Società

### Evoluzione demografica
Al censimento del 2001 la popolazione di Ayyalur assommava a 14.362 persone, delle quali 7.217 maschi e 7.145 femmine. I bambini di età inferiore o uguale ai sei anni assommavano a 1.679, dei quali 887 maschi e 792 femmine. Infine, coloro che erano in grado di saper almeno leggere e scrivere erano 7.566, dei quali 4.537 maschi e 3.029 femmine.